# Scăești
Scăești est une commune roumaine située dans le județ de Dolj.